# Белу Хоріжонте (футбольний клуб)
Футебул Клубе Белу Хоріжонте або просто Белу Хоріжонте (порт. Futebol Clube Belo Horizonte) — аматорський кабо-вердський футбольний клуб з поселення Жункалінью, на острові Сан-Ніколау.

## Історія
У 2007 році клуб разом із іншими двома командами переміг у відкритому турнірі острова Сан-Ніколау з футболу, а роком раніше команда перемогла в острівному Кубку. Щодо острівного чи національного чемпіонату, то клуб жодного разу не перемагав у цих турнірах.

## Досягнення
- Відкритий турнір Сан-Ніколау з футболу: 1 перемога

2006/07
- Кубок острова Сан-Ніколау з футболу: 1 перемога

2005/06

## Історія виступів у чемпіонатах та кубках
| Сезон   | Див. | Міс. | Іг. | В | Н | П | ЗМ | ПМ | РМ  | О  | Кубок | Суперкубок | Примітки |
| ------- | ---- | ---- | --- | - | - | - | -- | -- | --- | -- | ----- | ---------- | -------- |
| 2013-14 | 2    | 3    | 14  | 8 | 2 | 4 | 22 | 11 | +11 | 26 |       |            |          |
| 2014-15 | 2    | 3    | 13  | 5 | 7 | 1 | 22 | 10 | +12 | 22 |       |            |          |